# Moonwalk

Động tác moonwalk

Moonwalk hay backslide (trượt về sau) là một điệu nhảy thể hiện hình ảnh người vũ công đang làm động tác như bước về phía trước trong khi thực ra người đó đang di chuyển về phía sau. Bước nhảy được phổ biến ra khắp thế giới sau khi được ca sĩ Michael Jackson biểu diễn ca khúc "Billie Jean" vào ngày 25 tháng 3 năm 1983 trong buổi truyền hình đặc biệt Motown 25: Yesterday, Today, Forever vào năm 1983, và được xem là điệu nhảy đặc trưng của ông. Kể từ đó, moonwalk trở thành bước nhảy nổi tiếng nhất trên thế giới. Như Stern và Stern viết trong cuốn Encyclopedia of Pop Culture (Bách khoa toàn thư về văn hóa đại chúng) năm 1992, bước nhảy moonwalk đặc trưng của Michael Jackson "đã trở thành động tác cơ thể nổi tiếng nhất của một nhân vật danh tiếng kể từ bộ tứ Beatles".

## Lịch sử

### Thời kỳ đầu
Theo Holman (2004), bằng chứng sớm nhất về moonwalk xuất hiện trong lời kể của Arthur Marshall – một nhà soạn nhạc ragtime người Mỹ gốc Phi. Marshall nói: “Người làm được động tác đó một cách thực sự thì trông họ như thể đang được kéo đi trên giày trượt băng. Người biểu diễn di chuyển về phía trước không hề nhúc nhích chân, mà là nhanh chóng điều khiển các gót và các ngón chân.”
Holman cũng nói thêm: “Một điệu nhảy từng xuất hiện vào đầu thế kỷ 20 trong các chương trình minstrel show có tên Stepping on the Puppy's Tail cũng rất giống với moonwalk. Điệu nhảy này được mô tả là luân phiên kéo từng chân về sau giống như con ngựa đang cào đất.”

### Những năm 1930
Các điệu nhảy tương tự moonwalk đã được ghi nhận từ năm 1932, được Cab Calloway và Charlie Chaplin sử dụng. Năm 1985, Calloway nói rằng động tác này từng được gọi là “The Buzz” khi ông và một số nghệ sĩ khác biểu diễn nó trong thập niên 1930.
Trong bộ phim hoạt hình ngắn Dancing on the Moon (1935), đạo diễn bởi Dave Fleischer, có một phân đoạn chú mèo nhân vật chính thực hiện động tác moonwalk.

### Những năm 1940
Năm 1943, nghệ sĩ nhảy thiết hài Bill Bailey thực hiện động tác backslide đầu tiên trên màn ảnh trong bộ phim The Cabin in the Sky. Động tác này rất giống với moonwalk sau này. Năm 1944, Judy Garland và Margaret O'Brien cũng thể hiện một động tác tương tự trong ca khúc Under the Bamboo Tree trong phim Meet Me in St. Louis, dù phần biểu diễn của họ chưa tạo được hiệu ứng ảo giác như moonwalk thực sự.

### Những năm 1950
Năm 1958, trong chương trình truyền hình Pat Boone Show, Dick Van Dyke đã thực hiện một biến thể của moonwalk và camel walk trong tiết mục kịch hài Mailing a Letter on a Windy Corner.
Năm 1955, Bill Bailey tiếp tục được ghi nhận thực hiện động tác backslide khi kết thúc màn trình diễn. Ông thực hiện động tác nhảy thiết hài, và cuối cùng, trượt ngược về sau cánh gà. Nghệ sĩ bắt chước người Pháp Marcel Marceau cũng thường xuyên sử dụng động tác này trong sự nghiệp (từ những năm 1940 đến 1980), đặc biệt là trong tiết mục Walking Against the Wind, ông giả vờ bị gió đẩy lùi lại.
Năm 1958, nghệ sĩ múa kiêm diễn viên hài người Mexico – Adalberto Martínez “Resortes” – cũng trình diễn moonwalk trong phim Colegio de Verano ("Trường học mùa hè").

### Những năm 1960
Trong một tập phim phát sóng tháng 11/1969 của chương trình truyền hình H.R. Pufnstuf, nhân vật Judy the Frog dạy mọi người một điệu nhảy mới tên là "The Moonwalk", trong đó có hai lần thực hiện moonwalk tại chỗ.

### Những năm 1970
Ngày 9 tháng 4 năm 1970, trong chương trình talk show The Dick Cavett Show, Marcel Marceau giải thích nhiều kiểu “mime walk”, trong đó có backslide. Người dẫn chương trình Dick Cavett cũng thử làm theo nhưng động tác này quá khó.
Năm 1972, trong tập 9 mùa 5 của sitcom Here's Lucy, Lucie Arnaz thực hiện moonwalk khi hát “Fever” cùng Jim Bailey.
Cuối thập niên 1970, chương trình truyền hình dành cho người Mỹ gốc Phi Soul Train có một nhóm nhảy đường phố tên "The Electric Boogaloos" thường xuyên biểu diễn các động tác popping và locking, bao gồm cả moonwalk.
Các đô vật chuyên nghiệp Michael "Purely Sexy" Hayes, Terry Gordy, và Buddy Roberts – nhóm The Fabulous Freebirds – cũng dùng moonwalk như một phần đặc trưng trong màn ra sân của họ từ năm 1979.

### Những năm 1980
James Brown đã từng sử dụng động tác này.
Năm 1980, trong video âm nhạc One Step Ahead của ban nhạc rock New Zealand Split Enz, nghệ sĩ keyboard Eddie Rayner biểu diễn một động tác giống moonwalk; cựu thành viên chơi bass của Split Enz - Nigel Griggs được cho là người đã dạy Rayner cách thực hiện.
Năm 1981, trong MV Crosseyed and Painless của ban nhạc new wave Talking Heads có sự góp mặt của các vũ công đường phố, trong đó vũ công Stephen "Skeeter Rabbit" Nichols thực hiện moonwalk.
Jeffrey Daniel – nghệ sĩ popping và thành viên nhóm Shalamar – từng thực hiện moonwalk trong chương trình Top of the Pops năm 1982, và được biết đến với màn biểu diễn backslide trong các buổi biểu diễn công cộng (bao gồm cả các tập của chương trình Soul Train hàng tuần) từ năm 1974. Michael Jackson là người hâm mộ của Jeffrey Daniel và đã tìm đến Daniel để học hỏi.
Cũng trong năm 1982, Debbie Allen thực hiện moonwalk trong một cảnh cùng Gwen Verdon trong tập 10, mùa 1 của series chương trình truyền hình Fame.
Trong phim Flashdance, moonwalk xuất hiện trong cảnh nhảy B-boy, cảnh mà thành viên nhóm Rock Steady Crew – Mr. Freeze (Marc Lemberger) – thực hiện màn trình diễn với ô, mô phỏng việc ông đi bộ thì bị gió đẩy lùi lại và sau đó bắt đầu thực hiện động tác moonwalk. Phiên bản moonwalk của Mr. Freeze cũng xuất hiện trong bộ phim hip hop đầu tiên Wild Style và đoạn phim Buffalo Gals của Malcolm McLaren.
Trong phim Streets of Fire (1984), diễn viên Stoney Jackson – trong vai thủ lĩnh nhóm nhạc hư cấu The Sorels – thực hiện moonwalk trong khi nhóm hát nhép ca khúc I Can Dream About You của Dan Hartman. Cảnh quay này được thực hiện vào mùa xuân năm 1983, trước khi màn trình diễn nổi tiếng của Michael Jackson lên sóng.
Diễn viên Chân Tử Đan cũng thực hiện moonwalk trong phim Drunken Tai Chi (Thái Cực Túy Quyền) vào năm 1984.

### Michael Jackson và moonwalk

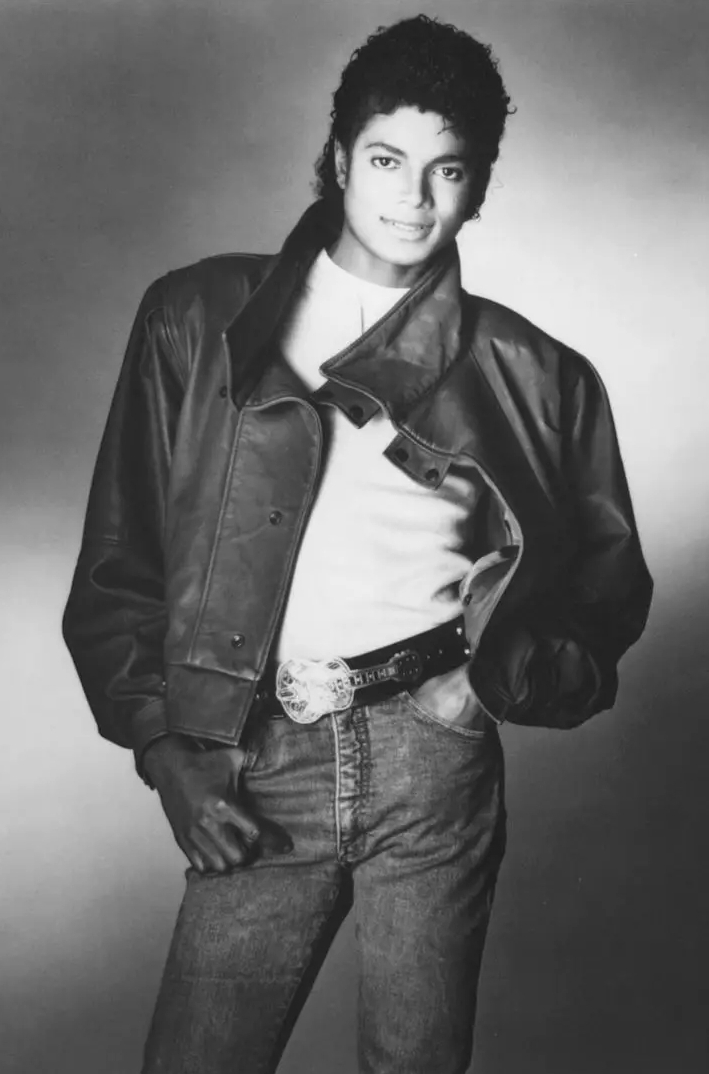
Năm 1983, Michael Jackson biểu diễn moonwalk trong bài Billie Jean tại chương trình Motown 25, khiến động tác này gây sốt toàn cầu.

Jackson viết trong tự truyện Moonwalk rằng ông học động tác này từ "ba đứa nhóc", một trong số đó là ca sĩ Bobby Brown của nhóm nhạc New Edition. Có tin đồn rằng Jeffrey Daniel là người dạy Jackson động tác moonwalk, nhưng thời điểm đó Daniel đang đi lưu diễn. Vì vậy, Jackson liên hệ vũ công Cheryl Song, cũng là nhân viên của chương trình Soul Train, nhờ bà sắp xếp gặp vũ công Geron “Caszper” Canidate. Caszper cho biết ông đã ký hợp đồng và có biên lai cho buổi huấn luyện riêng với Jackson vào tháng 6/1981. Sau một tuần hướng dẫn riêng, Jackson lần đầu biểu diễn moonwalk trước công chúng vào ngày 25/3/1983 tại Khán phòng Civic ở Pasadena.
Hai tháng sau, khi chương trình lên sóng truyền hình, moonwalk chính thức trở nên phổ biến. Jackson, với phong cách đặc trưng quần trouser đen, tất bạc, áo sơ mi bạc, áo khoác đính sequin đen và găng tay pha lê, đã xoay người, tạo dáng rồi thực hiện moonwalk. Nhà phê bình âm nhạc Ian Inglis nhận xét rằng màn trình diễn này thể hiện truyền thống lâu đời của các động tác nhảy da màu trong một tiết mục duy nhất. Từ đó, moonwalk trở thành dấu ấn không thể thiếu mỗi khi Jackson biểu diễn Billie Jean. Nelson George nhận xét Jackson kết hợp sự nhanh nhẹn của Jackie Wilson với động tác camel walk của James Brown. Sau chương trình Motown 25, Jackson tiếp tục học hỏi từ Jeffrey Daniel để hoàn thiện kỹ thuật.
Tự truyện của Jackson mang tên Moonwalk, và ông cũng tham gia bộ phim Moonwalker phát hành năm 1988.

### Những năm 2000
Vận động viên khúc côn cầu Alexei Kovalev được biết đến với việc sử dụng động tác moonwalk trong sự nghiệp NHL của mình. Anh đã thực hiện động tác này sau khi ghi bàn vào ngày 7 tháng 2 năm 2001 và ngày 3 tháng 1 năm 2010. Kovalev đã moonwalk trên băng sau khi được vinh danh là một trong những ngôi sao của trận đấu, và một lần nữa khi ghi bàn trong một trận đấu bóng đá từ thiện giữa những ngôi sao vào năm 2008.
Vào năm 2009, ca sĩ R&B The-Dream hợp tác với Kanye West tạo ra ca khúc synth-pop-R&B Walkin' on the Moon, trong đó The-Dream thể hiện một nốt cao lấy cảm hứng từ Michael Jackson. Tuy nhiên, video âm nhạc không có động tác moonwalk, mặc dù nó sử dụng hình ảnh CGI của mặt trăng và một bước di chuyển đơn giản của ca sĩ để tạo ấn tượng như thể anh ta đang "đi bộ trên mặt trăng".
Vào năm 2000, người mẫu Eli Swanson đã thực hiện một đoạn moonwalk ngắn trong MV của ca khúc Oops!... I Did It Again của Britney Spears.

### Những năm 2010
Vào năm 2017, Jason Derulo đã thực hiện một đoạn moonwalk ngắn trong ca khúc Swalla.
Năm 2018, Alessia Cara cũng thực hiện một đoạn moonwalk trong MV của ca khúc Trust My Lonely.
Vào năm 2019, vũ công đường phố Salif Gueye đã thực hiện động tác moonwalk trong MV của ca khúc Stay (Don't Go Away) của David Guetta.
Cũng trong năm 2019, nhóm nhạc nam người Trung Quốc WayV phát hành ca khúc "天选之城 (Moonwalk)", trong đó động tác moonwalk được trình diễn trong MV.

### Những năm 2020
Vào năm 2020, ban nhạc rock Puscifer đã thực hiện một đoạn moonwalk ngắn trong MV của ca khúc Apocalyptical, và động tác này cũng được nhắc đến trong lời bài hát.
Cũng trong năm 2020, nhóm nhạc nam Hàn Quốc BTS đã thực hiện một đoạn moonwalk trong MV của ca khúc Dynamite.

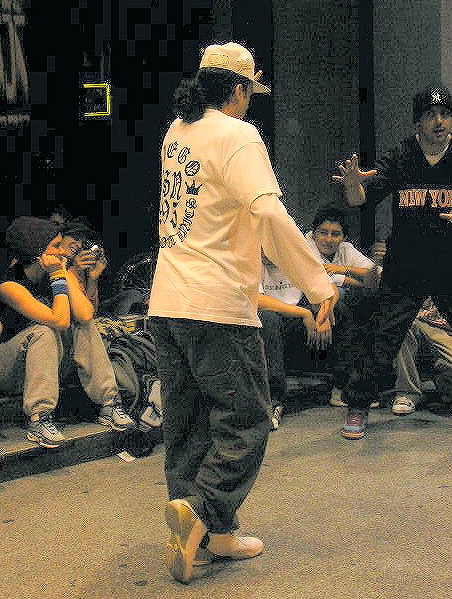
Một vũ công đường phố đang thực hiện moonwalk tại Madrid, Tây Ban Nha.